# And Just Like That...
And Just Like That... es una serie de televisión estadounidense de comedia dramática desarrollada por Michael Patrick King para HBO Max. Es un renacimiento y una secuela de la serie de televisión de HBO Sex and the City creada por Darren Star, que se basa en la columna del periódico de Candace Bushnell y en la antología de libros de 1996 del mismo nombre.
El desarrollo de la serie comenzó en diciembre de 2020, luego de la cancelación de una tercera adaptación cinematográfica. HBO Max le dio un pedido directo a la serie en enero de 2021. Se hicieron anuncios de casting a lo largo de 2021 y la filmación comenzó en julio de 2021 en la ciudad de Nueva York.
And Just Like That... se estrenó en HBO Max el 9 de diciembre de 2021, con críticas mixtas. Recibió críticas mixtas, ya que los críticos la consideraron innecesaria e inferior a la serie original Sex and the City. La recepción de la audiencia a la serie ha sido en gran parte negativa.
La primera temporada se anunció como una miniserie única, y su final se estrenó el 3 de febrero de 2022. Sin embargo, se anunció una segunda temporada en marzo de 2022; se estrenó el 22 de junio de 2023. En agosto de 2023, la serie se renovó para una tercera y última temporada, que se estrenó el 29 de mayo de 2025.

## Descripción general
Ambientado 11 años después de los eventos de la película Sex and the City 2, de su amistad a los 30 a una realidad más complicada de la vida y la amistad a los 50, las mujeres de Sex and the City hacen su transición.

## Reparto y personajes

### Principal
- Sarah Jessica Parker como Carrie Bradshaw
- Cynthia Nixon como Miranda Hobbes
- Kristin Davis como Charlotte York Golden Blatt
- Mario Cantone como Anthony Marentino
- David Eigenberg como Steve Brady (temporada 1)
- Willie Garson como Stanford Blatch (temporada 1)
- Evan Handler como Harry Golden Blatt
- Sara Ramírez como Che Díaz
- Chris Noth como Mr. Big / John James Preston (temporada 1)
- Sarita Choudhury como Seema Patel

### Recurrente
- Nicole Ari Parker como Lisa Todd Wexley
- Karen Pittman como la Dra. Nya Wallace
- Bobby Lee como Jackie Nee
- Chris Jackson como Herbert Wexley
- LeRoy McClain como André Rashad Wallace
- Cathy Ang como Lily Golden Blatt
- Alexa Swinton como Rose Golden Blatt
- Niall Cunningham como Brady Hobbes
- Cree Cicchino como Luisa Torres
- Iván Hernández como Franklyn
- Brenda Vaccaro como Gloria Marquette
- John Corbett como Aidan Shaw (temporada 2 y 3)[1]
- Tony Danza (temporada 2)[2]

### Invitado principal
- Julie Halston como Bitsy von Muffling
- Pat Bowie como Eunice Wexley
- Alexander Bello como Henry Wexley
- Molly Price como Susan Sharon
- Bridget Moynahan como Natasha Naginsky-Mills
- Jon Tenney como Peter
- Jonathan Groff como el Dr. Paul David
- Hari Nef como el rabino Jen
- Frank Wood como Norman
- Kim Cattrall como Samantha Jones

## Episodios
| Temporada | Temporada | Episodios | Episodios | Emisión original       | Emisión original     |
| Temporada | Temporada | Episodios | Episodios | Primera emisión        | Última emisión       |
| --------- | --------- | --------- | --------- | ---------------------- | -------------------- |
|           | 1         | 10        | 10        | 9 de diciembre de 2021 | 3 de febrero de 2022 |
|           | 2         | 11        | 11        | 22 de junio de 2023    | 24 de agosto de 2023 |
|           | 3         | 12        | 12        | 29 de mayo de 2025     | 14 de agosto de 2025 |

## Producción

### Desarrollo
En diciembre de 2016, Radar Online informó que se había aprobado un guion para una tercera película de Sex and the City. Sin embargo, el 28 de septiembre de 2017, Sarah Jessica Parker confirmó que la tercera película no iba a suceder. Ella dijo: "Teníamos este guión e historia hermosos, divertidos, desgarradores, alegres y muy identificables. No solo es decepcionante que no podamos contar la historia y tener esa experiencia, sino más aún para esa audiencia que ha expresado tanto su deseo de otra película". En 2018 se informó que Kim Cattrall no quería regresar como Samantha Jones en la película debido a que no estaba de acuerdo con las historias planeadas, que implicaban matar a Mr. Big y Samantha recibiendo sexting y fotos de desnudos del hijo de 14 años de Miranda, Brady. Cattrall luego aclaró en 2019 que optó por no aparecer en una tercera película y explicó que "pasó la línea de meta" interpretando al personaje de Samantha debido a su amor por la franquicia.
En diciembre de 2020, se informó que el guion de la tercera película propuesta se había vuelto a desarrollar como una miniserie que revive la serie de televisión original Sex and the City en desarrollo en HBO Max, sin que Cattrall regrese como Samantha, en línea con sus comentarios anteriores. En enero de 2021, HBO Max confirmó And Just Like That... como una serie que constaría de 10 episodios. En febrero de 2021, Samantha Irby, Rachna Fruchbom, Keli Goff, Julie Rottenberg y Elisa Zuritsky se unieron a la serie como parte del equipo de redacción. Rotternberg y Zuritsky también actúan como productoras ejecutivas. También se confirmó que la diseñadora de vestuario y colaboradora de la serie desde hace mucho tiempo, Patricia Field, no volvería a trabajar en el renacimiento. Sin embargo, recomendó a su amiga y colega Molly Rogers al equipo creativo para una consulta. El 22 de marzo de 2022, HBO Max renovó la serie para una segunda temporada.
El 22 de agosto de 2023, Max renovó la serie para una tercera temporada. El 1 de agosto de 2025, King anunció que la serie concluiría con el final de la tercera temporada.

### Casting
Tras el anuncio del pedido de la serie, Sarah Jessica Parker, Cynthia Nixon y Kristin Davis retomaron sus papeles como amigas cercanas que viven en la ciudad de Nueva York. En mayo de 2021, Sara Ramírez fue elegida como una regular de la serie, mientras que Chris Noth fue elegido para repetir su papel en una capacidad no revelada. El 9 de junio de 2021, Mario Cantone, Willie Garson, David Eigenberg y Evan Handler se unieron al elenco para repetir sus respectivos papeles en capacidades no reveladas. En julio de 2021, Sarita Choudhury, Nicole Ari Parker, Karen Pittman e Isaac Cole Powell se unieron al elenco en papeles protagónicos, mientras que Alexa Swinton, Cree Cicchino, Niall Cunningham y Cathy Ang fueron elegidos en funciones no reveladas y Brenda Vaccaro e Ivan Hernandez fueron elegidos en papeles recurrentes. En agosto de 2021, Julie Halston fue elegida para repetir su papel como estrella invitada, mientras que Christopher Jackson y LeRoy McClain fueron elegidos para papeles recurrentes. Willie Garson, quien interpretó a Stanford Blatch en Sex And The City y repitió su papel en la nueva serie, murió el 21 de septiembre, solo tres meses después de su regreso, luego de filmar sus escenas para los primeros tres episodios de la serie. La nueva serie explicó su ausencia a través de una carta a Carrie en el episodio cuatro. El 8 de noviembre de 2021, Bobby Lee anunció en una publicación de Instagram que tiene un pequeño papel en el renacimiento. 
A pesar de que Mr. Big murió en el primer episodio, Noth iba a aparecer como Big en una secuencia de fantasía en el final de temporada, pero fue eliminado después de que se presentaran acusaciones de agresión sexual en su contra.
El 19 de agosto de 2022, John Corbett fue elegido para repetir su papel de Aidan Shaw en una capacidad recurrente para la segunda temporada. El 18 de octubre de 2022, Tony Danza se unió al elenco en un papel recurrente como el padre de Che.

### Rodaje
La producción comenzó en junio de 2021 en la ciudad de Nueva York. La primera lectura de mesa se llevó a cabo el 11 de junio de 2021 en el estudio del programa en Manhattan. El rodaje había comenzado en locaciones de la ciudad de Nueva York el 9 de julio de 2021 y se conmemoró con el lanzamiento de una foto promocional de Parker, Nixon y Davis en las calles de Manhattan. Para engañar a las especulaciones sobre una trama importante, Noth llegó al lugar el día en que se filmó el funeral de su personaje. El 11 de octubre de 2021, se informó que la filmación había tenido lugar en París, Francia. El rodaje de la primera temporada concluyó el 6 de diciembre de 2021. El rodaje de la segunda temporada comenzó el 4 de octubre de 2022 y concluyó el 14 de abril de 2023 en la ciudad de Nueva York.

## Lanzamiento
La serie se estrenó el 9 de diciembre de 2021, con los primeros dos episodios disponibles de inmediato y el resto debutando semanalmente hasta el final de temporada el 3 de febrero de 2022. La segunda temporada está programada para estrenarse en junio de 2023.

### Medios domésticos
La primera temporada se lanzó en DVD el 13 de diciembre de 2022.

## Recepción

### Audiencia
A pesar de que HBO Max no reveló la audiencia de suscriptores de su programación original, se anunció que And Just Like That... ha presentado el debut de serie más vista del servicio hasta la fecha, incluidos los originales de HBO y HBO Max estrenados en el servicio. La serie se ubicó entre los 10 estrenos más vistos del servicio, incluidos los debuts cinematográficos. La serie fue la primera visualización más vista en la historia del servicio, lo que implica que los nuevos suscriptores se alistaron para ver la serie.

### Respuesta crítica
El sitio web del agregador de reseñas Rotten Tomatoes informó un índice de aprobación del 48% con una calificación promedio de 5.5/10 según 79 reseñas de críticos. El consenso de los críticos del sitio web dice: "And Just Like That... no logra recuperar la efervescencia embriagadora de Sex and the City, pero como un buen vino, estos personajes han desarrollado profundidades más sutiles con la edad". Metacritic, que utiliza un promedio ponderado, asignó una puntuación de 55 sobre 100 basada en 33 críticos, lo que indica "críticas mixtas o promedio". The New York Times, aunque afirmó que el programa "en momentos es muy bueno", lo describió como "doloroso" y "en parte un drama sobre la angustia, en parte una apuesta incómoda por la relevancia", escribiendo "cuando estás [reviviendo] una serie allí es el peligro fatal de perder el toque. Y ahí tienes 'And Just Like That'".
Se criticaron los temas de diversidad y justicia social. The Telegraph lo describió como "tediosamente despertado", y Radio Times escribió: "La nueva conciencia social y cultural de los tres principales está calzada hasta tal punto que todo el esfuerzo a menudo se siente empalagoso". Deadline Hollywood escribió que "demasiadas piedras de toque culturales de 2021 y nuevos personajes se lanzan torpemente en paracaídas [en el programa]... como para marcar una casilla". EmpireOnline agregó: "los intentos de pintar un mundo rico, real y diverso son torpes, inauténticos y están plagados de timidez, torpeza y momentos de autocomplacencia". Específicamente, el personaje de Che Díaz fue muy criticado en línea y ha sido considerado uno de los peores personajes de la historia de la televisión. Kristin Corry de Vice Media criticó la tokenización de los personajes negros y escribió: "El reinicio de 'Sex and the City' quiere deshacer su legado daltónico al incluir personajes negros. Desafortunadamente, son tratados como accesorios de lujo".

### Respuesta de Pelotón
Después del episodio en el que el personaje de Chris Noth muere después de un entrenamiento en bicicleta Peloton, las acciones de la empresa cayeron significativamente. La compañía emitió un comunicado a través de la Dra. Suzanne Steinbaum, cardióloga y miembro del consejo de salud y bienestar de la compañía, diciendo que estaban de acuerdo con la colocación del producto pero que no sabían cómo se usaría en la escena fundamental. El comunicado también dice que no se debe culpar a la compañía por la muerte del personaje y cita algunos factores contribuyentes, como su estilo de vida (por ejemplo, su consumo de bistecs y cigarros) y una cirugía cardíaca en una temporada anterior. Tres días después de que se emitió el episodio, la compañía lanzó un anuncio, con Chris Noth y narrado por Ryan Reynolds, con Reynolds citando rápidamente los beneficios del ciclismo y terminando con "Está vivo". Cuatro días después, el anuncio se eliminó después de que se denunciaran acusaciones de agresión sexual contra Chris Noth.

### Elogios
La serie recibió el Sello de Representación Auténtica de la Ruderman Family Foundation por la interpretación de Steve Brady por David Eigenberg y Chloe por Ali Stroker, como actores con discapacidades y al menos cinco líneas de diálogo. La serie fue reconocida con The ReFrame Stamp por contratar personas de identidades de género subrepresentadas y de color.

## Otros medios
Un documental que sirve como una mirada tras bambalinas de la serie titulada And Just Like That... The Documentary fue lanzado el 3 de febrero de 2022.